# Championnat de Bulgarie de football 1939-1940
Navigation
Saison précédente Saison suivante
La saison 1939-1940 du Championnat de Bulgarie de football était la 16e édition du championnat de première division en Bulgarie. Elle déroule sous forme d'une poule unique de dix équipes qui s'affrontent en matchs aller et retour sur toute la saison. À la fin de la compétition, les deux derniers du classement sont relégués et remplacés par les deux meilleurs clubs de deuxième division.
Cette saison, c'est le ZhSK Sofia, un club promu, qui remporte le titre en terminant en tête du classement, avec un point d'avance sur deux autres clubs de la ville de Sofia, le Slavia, tenant du titre et le Levski. Il s'agit du tout premier titre de champion de Bulgarie de l'histoire du ZhSK.

## Les 10 clubs participants
| - PFK Levski Sofia - PFC Slavia Sofia - Ticha Varna - Levski Ruse - Shipka Sofia - SK Vladislav Varna - AS 23 Sofia - ZhSK Sofia - Promu de D2 - Sportsclub Plovdiv - FK 13 Sofia |

## Compétition

### Classement
Le barème de points utilisé pour établir le classement est le suivant :
- victoire : 2 points
- match nul : 1 point
- défaite : 0 point

| Rang | Équipe             | Pts | J  | G  | N | P  | Bp | Bc | Diff |
| ---- | ------------------ | --- | -- | -- | - | -- | -- | -- | ---- |
| 1    | ZhSK Sofia P       | 23  | 18 | 10 | 3 | 5  | 31 | 27 | +4   |
| 2    | PFK Levski Sofia   | 22  | 18 | 9  | 4 | 5  | 29 | 18 | +11  |
| 3    | PFC Slavia Sofia T | 22  | 18 | 9  | 4 | 5  | 30 | 20 | +10  |
| 4    | AS 23 Sofia        | 20  | 18 | 9  | 2 | 7  | 41 | 27 | +14  |
| 5    | FK 13 Sofia C      | 19  | 18 | 6  | 7 | 5  | 37 | 29 | +8   |
| 6    | Shipka Sofia       | 17  | 18 | 7  | 3 | 8  | 25 | 27 | -2   |
| 7    | Ticha Varna        | 17  | 18 | 6  | 5 | 7  | 17 | 24 | -7   |
| 8    | Sportsclub Plovdiv | 17  | 18 | 4  | 9 | 5  | 17 | 24 | -7   |
| 9    | Levski Ruse        | 12  | 18 | 4  | 4 | 10 | 13 | 27 | -14  |
| 10   | SK Vladislav Varna | 11  | 18 | 3  | 5 | 10 | 14 | 31 | -17  |

|  | Vainqueur du championnat de Bulgarie 1939-1940                                           |
|  | T : Tenant du titre C : Vainqueur de la Coupe de Bulgarie P : Promu de deuxième division |

## Bilan de la saison
| Championnat de Bulgarie de football 1939-1940 |                        |
| Champion                                      | ZhSK Sofia (1er titre) |
| Coupes et trophées                            |                        |
| Vainqueur de la Coupe de Bulgarie 1939-1940   | FK 13 Sofia            |
| Promotions et relégations                     |                        |
| Promus en A PFL                               | Botev Sofia            |
| Promus en A PFL                               | Botev Plovdiv          |
| Relégués en B PFL                             | Levski Ruse            |
| Relégués en B PFL                             | SK Vladislav Varna     |